# HER2/neu
Receptorska tirozinska proteinska kinaza erbB-2 (CD340, klaster diferencijacije 340, proto-onkogen Neu, Erbb2 (glodari), ili ERBB2 (ljudi)) protein je koji je kod ljudi kodiran ERBB2 genom. Ona se često naziva HER2 (od енгл. human epidermal growth factor receptor 2) ili HER2/neu.
HER2 je član familije receptora epidermalnih faktora rasta (HER/EGFR/ERBB). Amplifikacija ili prekomerno izražavanje ovog onkogena ima važnu ulogu u razviću i progresiji pojedinih agresivnih tipova raka dojke. Zadnjih godina ovaj protein je postao važan biomarker ili meta u lečenju oko 30% pacijenata sa kancerom dojke.

## HER2 interakcije
HER2/neu formira interakcije sa:
- CTNNB1,[3][4][5]
- DLG4,[6]
- Erbin,[7][8][9]
- GRB2,[10][11][12]
- HSP90AA1,[13][14]
- IL6ST,[15]
- MUC1,[16][17]
- PICK1[7] and
- PIK3R2,[18]
- PLCG1,[19][20] and
- SHC1.[10][12][21]

## Literatura
- Ross JS, Fletcher JA, Linette GP, Stec J, Clark E, Ayers M, Symmans WF, Pusztai L, Bloom KJ (2003). „The Her-2/neu gene and protein in breast cancer 2003: biomarker and target of therapy”. The Oncologist. 8 (4): 307—25. PMID 12897328. doi:10.1634/theoncologist.8-4-307.
- Zhou BP, Hung MC (2003). „Dysregulation of cellular signaling by HER2/neu in breast cancer”. Seminars in Oncology. 30 (5 Suppl 16): 38—48. PMID 14613025. doi:10.1053/j.seminoncol.2003.08.006.
- Ménard S, Casalini P, Campiglio M, Pupa SM, Tagliabue E (2004). „Role of HER2/neu in tumor progression and therapy”. Cellular and Molecular Life Sciences. 61 (23): 2965—78. PMID 15583858. doi:10.1007/s00018-004-4277-7.
- Becker JC, Muller-Tidow C, Serve H, Domschke W, Pohle T (2006). „Role of receptor tyrosine kinases in gastric cancer: new targets for a selective therapy”. World Journal of Gastroenterology. 12 (21): 3297—305. PMC 4087885 . PMID 16733844.
- Laudadio J, Quigley DI, Tubbs R, Wolff DJ (2007). „HER2 testing: a review of detection methodologies and their clinical performance”. Expert Review of Molecular Diagnostics. 7 (1): 53—64. PMID 17187484. doi:10.1586/14737159.7.1.53.
- Bianchi F, Tagliabue E, Ménard S, Campiglio M (2007). „Fhit expression protects against HER2-driven breast tumor development: unraveling the molecular interconnections”. Cell Cycle. 6 (6): 643—6. PMID 17374991. doi:10.4161/cc.6.6.4033.

## Spoljašnje veze
- AACR Cancer Concepts Factsheet on HER2
- Her2/neu Vaccine Protects Against Tumor Growth
- Chimeric molecules and Methods of Use
- Breast Friends for Life Network - A South African Breast Cancer Support Forum for HER2 Positive Women
- HerceptinR : Herceptin Resistance Database for Understanding Mechanism of Resistance in Breast Cancer Patients. Sci. Rep. 4:4483
- Receptor,+erbB-2 на 